# Stenodryas fascipennis
Stenodryas fascipennis är en skalbaggsart som beskrevs av Holzschuh 1984. Stenodryas fascipennis ingår i släktet Stenodryas och familjen långhorningar. Inga underarter finns listade i Catalogue of Life.